# Quodlibet

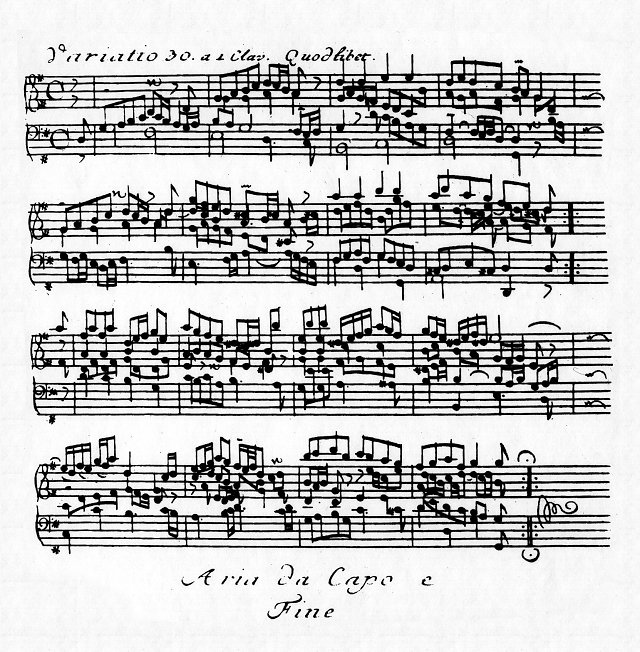
Quodlibet – Wariacja Goldbergowska J.S. Bacha

Quodlibet (łac. co się podoba) – rodzaj żartu muzycznego, polegający na współdziałaniu tematów różnego pochodzenia melodycznego lub tekstowego w jednej formie muzycznej.

## Podział
Tematy te, odmienne w charakterze, mieszano w sposób symultatywny lub sukcesywny; odpowiednio do tego wyróżniano trzy typy quodlibetów :
- polifoniczny (symultatywny) – zapożyczane melodie wprowadzane były w różnych głosach kompozycji
- monofoniczny (sukcesywny) – zapożyczane melodie następowały kolejno po sobie
- tekstowy (symultatywny lub sukcesywny) – polegający na łączeniu różnych zapożyczanych tekstów.

## Historia
Quodlibet polifoniczny pojawił się we Francji już w XIII w., gdy np. w chorał gregoriański włączono fragment pieśni z repertuaru truwerów. Znanym XVI-wiecznym kompozytorem quodlibetów był Ludwig Senfl. Barokowy quodlibet oparty na dwóch popularnych pieśniach można znaleźć m.in. w ostatniej Wariacji Goldbergowskiej Johanna Sebastiana Bacha, a z okresu klasycystycznego znany jest quodlibet Galimathias musicum Mozarta .
Quodlibet tekstowy stosowano między innymi w dawnych wielotekstowych motetach w XV–XVII w. 
W renesansie rozwinęły się równolegle narodowe formy muzyczne w typie quodlibetu: fricassée (we Francji), misticanza lub messanza (we Włoszech), ensalada (w Hiszpanii) i medley (w Anglii). Współcześni badacze włoski quodlibet określają dodatkowo mianem incatenatura .